# ماريا تولكاتشيفا
ماريا يوريفنا تولكاتشيفا (الروسية: Мария Юрьевна Толкачёва ؛ من مواليد 8 أغسطس 1997) هي لاعبة جمباز إيقاعية روسية. هي البطلة الشاملة لمجموعة الألعاب الأولمبية لعام 2016 ، وبطلة عالمية للمجموعة أربع مرات (2015 ، 2017-2019) ، وبطولة شاملة لمجموعة الألعاب الأوروبية لعام 2015 ، وبطولة أوروبية ثلاث مرات (2014 ، 2016 ، 2018) ) المجموعة الحائزة على الميدالية الذهبية الشاملة.

## مسيرتها المهنية
بدأت تدريب الجمباز الإيقاعي في سن الرابعة، أصبحت تلكاشيفا عضوًا رسميًا في المجموعة الوطنية الروسية في موسم 2014 ، وكانت عضوًا في المجموعة الروسية التي فازت بالميدالية الذهبية في المجموعة الشاملة في بطولة أوروبا 2014 في باكو ، أذربيجان وفي بطولة العالم 2014 في إزمير ، حيث احتلوا المركز الرابع في المجموعة الشاملة وفازوا بالميدالية الذهبية في 2 شريط + 3 كرات.
في عام 2015 ، تنافس تلكاشيفا والمجموعة الروسية في افتتاح دورة الألعاب الأوروبية لعام 2015 ، وحصلا على الميدالية الذهبية في المجموعة الشاملة و 5 شرائط. أنهوا موسمهم بالفوز بالميدالية الذهبية في المجموعة الشاملة في بطولة العالم 2015 في شتوتغارت ، ألمانيا ، بالإضافة إلى الميدالية الذهبية في 6 كلوبس / 2 الأطواق والفضية في 5 شرائط. في هذه المسابقات، استعادت روسيا أخيرًا الميدالية الذهبية في المسابقة الشاملة ، بعد ثماني سنوات ، وكانت آخر مرة فازت فيها بمسابقة المجموعة في بطولة العالم لعام 2007 التي أقيمت في باتراس ، اليونان. 
في عام 2016 ، فاز تلكاشيفا والمجموعة الروسية بالميدالية الذهبية الجماعية في بطولة أوروبا 2016 في حولون، إسرائيل. في الفترة من 19 إلى 21 أغسطس ، كانت تلكاشيفا عضوًا في المجموعة الروسية الحائزة على الميدالية الذهبية (جنبًا إلى جنب مع أناستاسيا ماكسيموفا ، أناستاسيا تاتاريفا ، أناستازيا بليزنيوك ، فيرا بيريوكوفا) التي فازت بالميدالية الذهبية في دورة الألعاب الأولمبية الصيفية لعام 2016 التي أقيمت في ريو دي جانيرو، البرازيل.